# Mont Pèlerin Society
De Mont Pèlerin Society (MPS) is een besloten genootschap van liberale denkers. 

## Geschiedenis
In 1947 stichtte Friedrich Hayek het MPS naar de Zwitserse berg waar de eerste bijeenkomst plaatsvond. Sindsdien organiseert het genootschap minstens een congres per jaar. Wat besproken wordt is geheim zodat deelnemers volledige vrijheid van spreken hebben. De MPS wordt beschouwd als de opvolger van het Colloque Walter Lippmann en de belangrijkste organisatie van het naoorlogse neoliberalisme.
Bekende andere leden waren Ludwig von Mises, Milton Friedman, Karl Popper en Michael Polanyi.